# Petticoat (musical)
Petticoat is een Nederlandse musical van Joop van den Ende, speciaal geschreven voor Chantal Janzen. De musical werd geschreven door André Breedland, de regie is van Paul Eenens, de muziek van Henny Vrienten. Petticoat is op 3 oktober 2010 in Koninklijk Theater Carré in Amsterdam in première gegaan en toerde daarna door Nederland.

## Verhaal
Petticoat is het humoristische verhaal van het meisje Pattie uit Winschoten dat graag weg droomt in haar toekomst maar ook daadwerkelijk de stoute schoenen aantrekt en haar droom najaagt: ze wil zangeres worden. Pattie moet met vallen en opstaan ontdekken hoe ze uiteindelijk de tegenwinden kan trotseren. Want het maakt niet uit hoe je je droom waarmaakt, als je maar blijft luisteren naar je eigen hart. Met thema's zoals de schaduwkanten van het leven in de showbizz en de universele strijd tussen ouders en hun kinderen.

## Rolverdeling
| Rol | 2010/2011                                      |
| --- | ---------------------------------------------- |
| Pattie (Patricia) Jagersma                                                                                                 | Chantal Janzen, Brigitte Heitzer (alternate)   |
| Jet/Ensemble/1e Understudy Pattie Jagersma                                                                                 | Manon Novak                                    |
| Catoo/Mies Bouwman/Ensemble/Understudy Wilma/Understudy Jet/2e Understudy Mevrouw van Rooden/2e Understudy Pattie Jagersma | Rosalie de Jong                                |
| Rogier van Rooden | Freek Bartels                                  |
| Bandlid The Petticoats/Ensemble/1e Understudy Rogier van Rooden                                                            | Kelvin Wormgoor                                |
| Maurice/Ensemble/2e Understudy Rogier van Rooden                                                                           | Marcel Visscher                                |
| Jelle Jagersma | Hajo Bruins                                    |
| Mevrouw van Rooden | Marjolijn Touw                                 |
| Wilma/Ensemble/1e Understudy Mevrouw van Rooden                                                                            | Anne-Marie Jung                                |
| Meneer Veenstra,Fred Wieger/Understudy Jelle Jagersma                                                                      | Kees Boot                                      |
| Lou van Burg/Roelof/Ensemble/Understudy Meneer Veenstra, Fred Wieger                                                       | Zjon Smaal                                     |
| Willem van Rooden | Mike Weerts                                    |
| Maxim/Ensemble/Understudy Willem van Rooden                                                                                | Robbert van den Bergh                          |
| Peter Koot | Roon Staal                                     |
| Ensemble/Swing/Understudy Peter Koot                                                                                       | Vincent de Lusenet                             |
| Petticoat/Ensemble/Understudy Jet en Wilma                                                                                 | Anne Deliën                                    |
| Petticoat/Ensemble | Jantien Euwe                                   |
| Ruud de Wolf/Ensemble | Kok-Hwa Lie                                    |
| Aaf/Ensemble | Margriet Middel                                |
| Jannie Lepelaar/Ensemble                                                                                                   | Nadine Nijman                                  |
| Bandlid The Petticoats/Ensemble/Understudy Maxim, Maurice                                                                  | Dieter Spileers                                |
| Swing | Simone Breukink                                |
| Swing | Evert-Jan Körving                              |
| Swing | Peter Stoelhorst                               |
| Swing | Willemijn de Vries                             |
| Swing | Roman van der Werff                            |
| Ensemble | Roy Kullick heeft vanaf 12-6 Dieter vervangen. |

Roy Kullick vervangt Dieter Spileers die de productie heeft verlaten

## Album
Van Petticoat werd ook een album uitgebracht met liedjes uit de musical en verscheen op 26 november 2010. Op 4 december 2010 kwam het album binnen in de Nederlandse Album Top 100. De nummers 1 t/m 22 worden op de cd gezongen door Chantal Janzen. De nummers 23 en 24 door Brigitte Heitzer.

### Afspeellijst
| Lied:                                     | Gezongen door:                      |
| ----------------------------------------- | ----------------------------------- |
| Jij!                                      | Pattie, Ensemble                    |
| Er moet toch meer zijn?                   | Peter, Pattie, Ensemble             |
| Bla, Bla, Bla!                            | Willem, Jet, mevrouw Van Rooden     |
| Zo simpel als wat!                        | Pattie, Ensemble                    |
| Grote Mannen, Grote Namen                 | Rogier, Ensemble                    |
| Hipper Dan Hip!                           | Maurice, Maxim, Pattie, Ensemble    |
| In Zuid-Laren Zijn De Scharen Altijd Goed | Pattie, Willem, Rogier              |
| Mam, Weet Je Nog...?                      | Pattie                              |
| Johnny Met De Blauwe Ogen                 | Wilma, Ensemble                     |
| Jippie Jippie Jee!                        | Jannie Lepelaar, Ensemble           |
| Twintig procent!                          | Fred, Pattie, Peter, Rogier, Willem |
| Petticoat! Petticoat                      | Pattie, Ensemble                    |
| Ontwaakt                                  | Jelle, mevrouw Van Rooden, Ensemble |
| Kopen, Kopen, Kopen!                      | mevrouw Van Rooden, Catoo, Aaf      |
| Alles Om Mij Heen                         | Peter, Pattie, Ensemble             |
| Raak ik je kwijt...?                      | Jelle, Pattie                       |
| Hollywood                                 | Rogier, Ensemble                    |
| Tegenwind                                 | Pattie, Ensemble                    |
| Ik Drink                                  | mevrouw van Rooden                  |
| Tante Sjaan                               | Wilma, Ensemble                     |
| Met De Wind In De Rug                     | Pattie, Ensemble                    |

## Hitnotering

### NederlandseAlbum Top 100
| Hitnotering: (Week 1 t/m 11) 04-12-2010 t/m 12-02-2011 Hitnotering: (Week 12) 05-03-2011 Hitnotering: (Week 13) 19-03-2011 Hitnotering: (Week 14) 09-04-2011 Hitnotering: (Week 15) 23-04-2011 Hitnotering: (Week 16 t/m 18) 28-05-2011 t/m 11-06-2011 Hitnotering: (Week 19) 25-06-2011 Hitnotering: (Week 20) 09-07-2011 Hitnotering: (Week 21) 23-07-2011 Hitnotering: (Week 22) 06-08-2011 | Hitnotering: (Week 1 t/m 11) 04-12-2010 t/m 12-02-2011 Hitnotering: (Week 12) 05-03-2011 Hitnotering: (Week 13) 19-03-2011 Hitnotering: (Week 14) 09-04-2011 Hitnotering: (Week 15) 23-04-2011 Hitnotering: (Week 16 t/m 18) 28-05-2011 t/m 11-06-2011 Hitnotering: (Week 19) 25-06-2011 Hitnotering: (Week 20) 09-07-2011 Hitnotering: (Week 21) 23-07-2011 Hitnotering: (Week 22) 06-08-2011 | Hitnotering: (Week 1 t/m 11) 04-12-2010 t/m 12-02-2011 Hitnotering: (Week 12) 05-03-2011 Hitnotering: (Week 13) 19-03-2011 Hitnotering: (Week 14) 09-04-2011 Hitnotering: (Week 15) 23-04-2011 Hitnotering: (Week 16 t/m 18) 28-05-2011 t/m 11-06-2011 Hitnotering: (Week 19) 25-06-2011 Hitnotering: (Week 20) 09-07-2011 Hitnotering: (Week 21) 23-07-2011 Hitnotering: (Week 22) 06-08-2011 | Hitnotering: (Week 1 t/m 11) 04-12-2010 t/m 12-02-2011 Hitnotering: (Week 12) 05-03-2011 Hitnotering: (Week 13) 19-03-2011 Hitnotering: (Week 14) 09-04-2011 Hitnotering: (Week 15) 23-04-2011 Hitnotering: (Week 16 t/m 18) 28-05-2011 t/m 11-06-2011 Hitnotering: (Week 19) 25-06-2011 Hitnotering: (Week 20) 09-07-2011 Hitnotering: (Week 21) 23-07-2011 Hitnotering: (Week 22) 06-08-2011 | Hitnotering: (Week 1 t/m 11) 04-12-2010 t/m 12-02-2011 Hitnotering: (Week 12) 05-03-2011 Hitnotering: (Week 13) 19-03-2011 Hitnotering: (Week 14) 09-04-2011 Hitnotering: (Week 15) 23-04-2011 Hitnotering: (Week 16 t/m 18) 28-05-2011 t/m 11-06-2011 Hitnotering: (Week 19) 25-06-2011 Hitnotering: (Week 20) 09-07-2011 Hitnotering: (Week 21) 23-07-2011 Hitnotering: (Week 22) 06-08-2011 | Hitnotering: (Week 1 t/m 11) 04-12-2010 t/m 12-02-2011 Hitnotering: (Week 12) 05-03-2011 Hitnotering: (Week 13) 19-03-2011 Hitnotering: (Week 14) 09-04-2011 Hitnotering: (Week 15) 23-04-2011 Hitnotering: (Week 16 t/m 18) 28-05-2011 t/m 11-06-2011 Hitnotering: (Week 19) 25-06-2011 Hitnotering: (Week 20) 09-07-2011 Hitnotering: (Week 21) 23-07-2011 Hitnotering: (Week 22) 06-08-2011 | Hitnotering: (Week 1 t/m 11) 04-12-2010 t/m 12-02-2011 Hitnotering: (Week 12) 05-03-2011 Hitnotering: (Week 13) 19-03-2011 Hitnotering: (Week 14) 09-04-2011 Hitnotering: (Week 15) 23-04-2011 Hitnotering: (Week 16 t/m 18) 28-05-2011 t/m 11-06-2011 Hitnotering: (Week 19) 25-06-2011 Hitnotering: (Week 20) 09-07-2011 Hitnotering: (Week 21) 23-07-2011 Hitnotering: (Week 22) 06-08-2011 | Hitnotering: (Week 1 t/m 11) 04-12-2010 t/m 12-02-2011 Hitnotering: (Week 12) 05-03-2011 Hitnotering: (Week 13) 19-03-2011 Hitnotering: (Week 14) 09-04-2011 Hitnotering: (Week 15) 23-04-2011 Hitnotering: (Week 16 t/m 18) 28-05-2011 t/m 11-06-2011 Hitnotering: (Week 19) 25-06-2011 Hitnotering: (Week 20) 09-07-2011 Hitnotering: (Week 21) 23-07-2011 Hitnotering: (Week 22) 06-08-2011 | Hitnotering: (Week 1 t/m 11) 04-12-2010 t/m 12-02-2011 Hitnotering: (Week 12) 05-03-2011 Hitnotering: (Week 13) 19-03-2011 Hitnotering: (Week 14) 09-04-2011 Hitnotering: (Week 15) 23-04-2011 Hitnotering: (Week 16 t/m 18) 28-05-2011 t/m 11-06-2011 Hitnotering: (Week 19) 25-06-2011 Hitnotering: (Week 20) 09-07-2011 Hitnotering: (Week 21) 23-07-2011 Hitnotering: (Week 22) 06-08-2011 | Hitnotering: (Week 1 t/m 11) 04-12-2010 t/m 12-02-2011 Hitnotering: (Week 12) 05-03-2011 Hitnotering: (Week 13) 19-03-2011 Hitnotering: (Week 14) 09-04-2011 Hitnotering: (Week 15) 23-04-2011 Hitnotering: (Week 16 t/m 18) 28-05-2011 t/m 11-06-2011 Hitnotering: (Week 19) 25-06-2011 Hitnotering: (Week 20) 09-07-2011 Hitnotering: (Week 21) 23-07-2011 Hitnotering: (Week 22) 06-08-2011 | Hitnotering: (Week 1 t/m 11) 04-12-2010 t/m 12-02-2011 Hitnotering: (Week 12) 05-03-2011 Hitnotering: (Week 13) 19-03-2011 Hitnotering: (Week 14) 09-04-2011 Hitnotering: (Week 15) 23-04-2011 Hitnotering: (Week 16 t/m 18) 28-05-2011 t/m 11-06-2011 Hitnotering: (Week 19) 25-06-2011 Hitnotering: (Week 20) 09-07-2011 Hitnotering: (Week 21) 23-07-2011 Hitnotering: (Week 22) 06-08-2011 | Hitnotering: (Week 1 t/m 11) 04-12-2010 t/m 12-02-2011 Hitnotering: (Week 12) 05-03-2011 Hitnotering: (Week 13) 19-03-2011 Hitnotering: (Week 14) 09-04-2011 Hitnotering: (Week 15) 23-04-2011 Hitnotering: (Week 16 t/m 18) 28-05-2011 t/m 11-06-2011 Hitnotering: (Week 19) 25-06-2011 Hitnotering: (Week 20) 09-07-2011 Hitnotering: (Week 21) 23-07-2011 Hitnotering: (Week 22) 06-08-2011 | Hitnotering: (Week 1 t/m 11) 04-12-2010 t/m 12-02-2011 Hitnotering: (Week 12) 05-03-2011 Hitnotering: (Week 13) 19-03-2011 Hitnotering: (Week 14) 09-04-2011 Hitnotering: (Week 15) 23-04-2011 Hitnotering: (Week 16 t/m 18) 28-05-2011 t/m 11-06-2011 Hitnotering: (Week 19) 25-06-2011 Hitnotering: (Week 20) 09-07-2011 Hitnotering: (Week 21) 23-07-2011 Hitnotering: (Week 22) 06-08-2011 | Hitnotering: (Week 1 t/m 11) 04-12-2010 t/m 12-02-2011 Hitnotering: (Week 12) 05-03-2011 Hitnotering: (Week 13) 19-03-2011 Hitnotering: (Week 14) 09-04-2011 Hitnotering: (Week 15) 23-04-2011 Hitnotering: (Week 16 t/m 18) 28-05-2011 t/m 11-06-2011 Hitnotering: (Week 19) 25-06-2011 Hitnotering: (Week 20) 09-07-2011 Hitnotering: (Week 21) 23-07-2011 Hitnotering: (Week 22) 06-08-2011 | Hitnotering: (Week 1 t/m 11) 04-12-2010 t/m 12-02-2011 Hitnotering: (Week 12) 05-03-2011 Hitnotering: (Week 13) 19-03-2011 Hitnotering: (Week 14) 09-04-2011 Hitnotering: (Week 15) 23-04-2011 Hitnotering: (Week 16 t/m 18) 28-05-2011 t/m 11-06-2011 Hitnotering: (Week 19) 25-06-2011 Hitnotering: (Week 20) 09-07-2011 Hitnotering: (Week 21) 23-07-2011 Hitnotering: (Week 22) 06-08-2011 | Hitnotering: (Week 1 t/m 11) 04-12-2010 t/m 12-02-2011 Hitnotering: (Week 12) 05-03-2011 Hitnotering: (Week 13) 19-03-2011 Hitnotering: (Week 14) 09-04-2011 Hitnotering: (Week 15) 23-04-2011 Hitnotering: (Week 16 t/m 18) 28-05-2011 t/m 11-06-2011 Hitnotering: (Week 19) 25-06-2011 Hitnotering: (Week 20) 09-07-2011 Hitnotering: (Week 21) 23-07-2011 Hitnotering: (Week 22) 06-08-2011 | Hitnotering: (Week 1 t/m 11) 04-12-2010 t/m 12-02-2011 Hitnotering: (Week 12) 05-03-2011 Hitnotering: (Week 13) 19-03-2011 Hitnotering: (Week 14) 09-04-2011 Hitnotering: (Week 15) 23-04-2011 Hitnotering: (Week 16 t/m 18) 28-05-2011 t/m 11-06-2011 Hitnotering: (Week 19) 25-06-2011 Hitnotering: (Week 20) 09-07-2011 Hitnotering: (Week 21) 23-07-2011 Hitnotering: (Week 22) 06-08-2011 |
| Week: | 1 | 2 | 3 | 4 | 5 | 6 | 7 | 8 | 9 | 10 | 11 | | 12 | | 13 | |
| --- | --- | --- | --- | --- | --- | --- | --- | --- | --- | --- | --- | --- | --- | --- | --- | --- |
| Positie: | 32 | 97 | 46 | 58 | 93 | 11 | 83 | 84 | 30 | 38 | 77 | uit | 11 | uit | 23 | uit |
| Week: | 14 | | 15 | | 16 | 17 | 18 | | 19 | | 20 | | 21 | | 22 | |
| Positie: | 43 | uit | 28 | uit | 86 | 73 | 89 | uit | 65 | uit | 34 | uit | 63 | uit | 35 | uit |

'14-'18 · '40-'45 (België) · '40-'45 (Nederland) · De 3 Biggetjes · 3 Musketiers · Aida · Alice in Wonderland · A xXxmas Carola · Anatevka · Assepoester · Belle en het Beest · Billie Holiday · Bloedbroeders · The Bodyguard · Cabaret · Camelot · Cats · Chicago · Ciske de Rat · Cyrano de Bergerac · De Schone van Boskoop · Daens · Dirty Dancing · Doe Maar! · Domino · Doornroosje · Dracula · Drood · Elisabeth · Evita · Fame · De Finale · Flashdance · Foxtrot · Goodbye, Norma Jeane · Grease · Hair · High School Musical · De Jantjes · Jekyll & Hyde · Jersey Boys · Jesus Christ Superstar · Kadanza · De kleine zeemeermin · Koning van Katoren · Kruimeltje · Kuifje: De Zonnetempel · Kunt u mij de weg naar Hamelen vertellen, mijnheer? · The Last Five Years · Lelies · The Lion King · The Little Mermaid · Love Story · Lover of Loser · Mamma Mia! · De man van La Mancha · Mary Poppins · Les Misérables · Miss Saigon · Muerto! · De Muze van Rubens · My Fair Lady · On Your Feet! · Op hoop van Zegen · Oorlogswinter · The Passion · Pauline & Paulette · The Phantom of the Opera · Pinokkio · Red Star Line · Rembrandt · Robin Hood · Romeo en Julia, van Haat tot Liefde · De Rozenoorlog · Shhh...it happens! · Shrek · Soldaat van Oranje · Spring Awakening · De sprookjesmusical Klaas Vaak · Sneeuwwitje · The Sound of Music · Tarzan · Titanic · Turks fruit · Urinetown · De Vliegende Hollander · Wat Zien Ik?! · Wicked · The Wild Party · The Wiz · Wickie de viking de musical
    Portaal Musical